# (5276) Gulkis
(5276) Gulkis es un asteroide perteneciente al cinturón de asteroides, descubierto el 1 de abril de 1987 por Eleanor F. Helin desde el Observatorio del Monte Palomar, Estados Unidos.

## Designación y nombre
Designado provisionalmente como 1987 GK. Fue nombrado Gulkis en honor al astrónomo Samuel Gulkis del Laboratorio de Propulsión a Reacción (JPL, siglas en inglés), con experiencia en radio y astronomía submilimétrica, especialista en física magnetosférica joviana, atmósferas planetarias y cosmología experimental. Desde el año 1978 fue director del proyecto SETI.

## Características orbitales
Gulkis está situado a una distancia media del Sol de 2,583 ua, pudiendo alejarse hasta 3,032 ua y acercarse hasta 2,135 ua. Su excentricidad es 0,173 y la inclinación orbital 11,92 grados. Emplea 1517,16 días en completar una órbita alrededor del Sol.
Los próximos acercamientos a la órbita de Júpiter se producirán el 1 de noviembre de 2105 y el 10 de febrero de 2189.

## Características físicas
La magnitud absoluta de Gulkis es 13,9. Tiene 9,832 km de diámetro y su albedo se estima en 0,06.